# 33567 Sulekhfrederic
33567 Sulekhfrederic este o planetă minoră (asteroid), cu un diametru de 6,14 km, din centura de asteroizi. A fost descoperită pe 10 mai 1999 la Experimental Test Site⁠(d) de Lincoln Near-Earth Asteroid Research. 
Obiectul prezintă o orbită caracterizată de o semiaxă mare de 3,1213004 UAi, o excentricitate de 0,17, o înclinație de 2,56964 ° în raport cu ecliptica.